# Clostridium stercorarium subsp. stercorarium
Il Clostridium stercorarium subsp. stercorarium è una sottospecie di batterio appartenente alla famiglia delle Clostridiaceae.